# Schattenträume
Schattenträume (Originaltitel: Shadow Kiss) ist das dritte Buch der Vampire-Academy-Reihe der US-amerikanischen Autorin Richelle Mead. Es wurde am 13. November 2008 beim Razorbill-Verlag veröffentlicht. Die deutsche Übersetzung von Michaela Link erschien am 15. September 2009 beim LYX-Verlag.

## Inhalt
Nach ihrem ersten Kampf gegen Strigoi, der den Tod der beiden Strigoi zur Folge hatte, wird die Dhampirin Rose Hathaway von düsteren Visionen heimgesucht. Obwohl sie noch nicht über den Tod ihres Freundes Mason hinweggekommen ist, muss sie sich wieder ins Academy-Leben einfinden. Es findet eine Prüfung für die Novizen statt, bei der sie ihren Moroi beschützen müssen. Wider der Erwartung, dass Rose Vasilisa Dragomir, ihrer besten Freundin und letzte Nachfolgerin der Dragomirfamilie, zugeteilt wird, muss sie während der Prüfung mit Christian Ozera zusammenarbeiten, dem festen Freund ihrer besten Freundin Vasilisa. Unterdessen erfährt Rosemarie von Dimitri Belikov, ihrem Lehrer und ihrer heimlichen Liebe, dass der Prozess um Victor Dashkov bald stattfindet, bei dem sie trotz anfänglicher Hindernisse doch mit Lissa teilnehmen darf. Victor wird letztendlich schuldig gesprochen.
Wieder in der Academy eingefunden, bekennen sich Rose und Dimitri ihrer Liebe. Kurz darauf wird die Schule von Strigoi, den untoten Vampiren und Feinden der Moroi und Dhampire, angegriffen. Mit Hilfe von Christian hat Rose erfolgreich gekämpft, doch sie müssen zu einem weiteren Kampf anrücken, da einige Damphire und Moroi gekidnappt wurden. Bei dem zweiten Einsatz, der in einer Höhle stattfindet, schafft es Dimitri nicht hinaus. Rose nimmt an, dass Dimitri getötet wurde, doch er wurde in einen Strigoi verwandelt. Da Dimitri vor einiger Zeit gesagt hatte, er möchte lieber getötet werden, als sein Leben als Strigoi zu verbringen, verlässt Rose alleine die Academy und macht sich auf den Weg nach Sibirien, um Dimitri zu finden und zu töten.

## Fortsetzungen
- (Band: 4) Blutschwur, März 2010 (OT: Blood Promise, 2009)
- (Band: 5) Seelenruf, November 2010 (OT: Spirit Bound, 2010)
- (Band: 6) Schicksalsbande, Juli 2011 (OT: Last Sacrifice, Dezember 2010)